# Alfabeto fonético de la RFE
El alfabeto fonético de la Revista de Filología Española (RFE) es un alfabeto fonético desarrollado originalmente para los idiomas y los dialectos de la península ibérica. El alfabeto es una propuesta de Tomás Navarro Tomás, y fue adoptado por el Centro de Estudios Históricos de Madrid en la Revista de Filología Española (RFE) y por el Instituto de Filología de Buenos-Aires. Es empleado únicamente en trabajos de ámbito hispánico, como el Atlas Lingüístico de la Península Ibérica, o manuales de fonética. Además, este alfabeto fonético se enseña en universidades de países hispanohablantes como México.

## Símbolos
| RFE | ejemplo          | transcripción | consonante                     | AFI |
| --- | ---------------- | ------------- | ------------------------------ | --- |
| b   | bondad           | bon̹dáđ̥        | oclusiva bilabial sonora       | b   |
| p   | padre            | páđre         | oclusiva bilabial sorda        | p   |
| m   | amar             | amár          | oclusiva nasal bilabial sonora | m   |
| m̥   | mismo (and.)     | mím̥mo         | oclusiva nasal bilabial sorda  | m̥   |
| ƀ   | haba             | áƀa           | fricativa bilabial sonora      | β   |
| ƀ̥   | las botas (and.) | la ƀ̥ótah      | fricativa bilabial sorda       | ɸ   |

| RFE | ejemplo          | transcripción | consonante                        | AFI |
| --- | ---------------- | ------------- | --------------------------------- | --- |
| m̯   | confuso          | kom̭fúṡo       | oclusiva nasal labiodental sonora | ɱ   |
| f   | fácil            | fáθi̧l         | fricativa labiodental sorda       | f   |
| v   | vida (esp. enf.) | viđa          | fricativa labiodental sonora      | v   |

| RFE | ejemplo                 | transcripción | AFI |
| --- | ----------------------- | ------------- | --- |
| ḍ   | cruz divina (esp. enf.) | krúẓ ḍiƀína   | d̟   |
| ṭ   | hazte acá               | áθṭe aká      | t̟   |
| ṇ   | onza                    | óṇθa          | n̟   |
| ẓ   | juzgar                  | xųẓǥár        | z̟   |
| θ   | mozo                    | móθo          | θ̟   |
| đ   | rueda                   | r̄wéđa         | ð̟   |
| đ   | tomado (reducida)       | tomáđo        | ⸨ð̟⸩ |
| đ̥   | verdad (reducida)       | bęrđáđ̥        | ⸨ð̟̚⸩ |
| ḷ   | calzado                 | kaḷθađo       | l̟   |

| RFE | ejemplo | transcripción | consonante                        | AFI |
| --- | ------- | ------------- | --------------------------------- | --- |
| d   | ducho   | dúĉo          | oclusiva dental sonora            | d̪   |
| t   | tomar   | tomáɹ         | oclusiva dental sorda             | t̪   |
| n̹   | monte   | món̹te         | oclusiva nasal dental sonora      | n̪   |
| đ   | desde   | déz̹đe         | fricativa dental sonora           | ð   |
| θ   | taza    | táθa          | fricativa dental sorda            | θ   |
| l̹   | falda   | fál̹da         | aproximante lateral dental sonora | l̪   |

| RFE | ejemplo                      | transcripción | consonante                          | AFI  |
| --- | ---------------------------- | ------------- | ----------------------------------- | ---- |
| n   | mano                         | mã́no          | oclusiva nasal alveolar sonora      | n    |
| n̥   | asno (and.)                  | án̥no          | oclusiva nasal alveolar sorda       | n̥    |
| ŝ   | tsobu (ast. occid.)          | ŝóƀu          | africada alveolar sorda             | ʦ    |
| z   | los días (mex.)              | lo zíah       |                                     |      |
| s   | rosa (and.)                  | r̄osa          |                                     |      |
| ż   | rasgar                       | r̄ażǥáɹ        | fricativa alveolar sonora           | z    |
| ṡ   | casa                         | káṡa          | fricativa alveolar sorda            | s    |
| l   | luna                         | lúna          | aproximante lateral alveolar sonora | l    |
| l̥   | muslo (and.)                 | mųl̥lo         | aproximante lateral alveolar sorda  | l̥    |
| r   | hora                         | ǫ́ra           | vibrante alveolar sonora            | ɾ    |
| r̥   | multitud (and.)              | mųr̥titú       | vibrante alveolar sorda             | ɾ̥    |
| r̄   | carro                        | kár̄o          | vibrante alveolar múltiple          | r    |
| ɹ   | color                        | kolǫ́ɹ         | aproximante alveolar                | ɹ    |
| ɹ̊   | trigo (mex.)                 | tɹ̊íǥo         | aproximante alveolar sorda          | ɹ̥    |
| ɹ̱   | honra (chil.), pondré (mex.) | ónɹ̱a, põɹ̱é    | aproximante alveolar sonora larga   | [ɹː] |
| ɹ̱̊   | perro (chil.)                | pę́ɹ̱̊o / pę́ɹ̱o   | aproximante alveolar sorda larga    | [ɹ̥ː] |

| RFE | ejemplo      | transcripción     | consonante                    | AFI |
| --- | ------------ | ----------------- | ----------------------------- | --- |
| n̮   | año          | án̮o               | oclusiva nasal palatal sonora | ɲ   |
| ŷ   | yugo         | ŷúǥo              | africada palatal sonora       | ɟ͡ʝ  |
| ĉ   | mucho        | múĉo              | africada postalveolar sorda   | t͡ʃ  |
| ž   | mayo (arg.)  | mažo              | fricativa postalveolar sonora | ʒ   |
| š   | rexa (ast.)  | r̄eša              | fricativa postalveolar sorda  | ʃ   |
| y   | mayo         | máyo              | fricativa palatal sonora      | ʝ   |
| ẙ   | jefe (chil.) | ẙefe / ẙjéfe      |                               |     |
| j   | nieto        | njéto             | aproximante palatal           | j   |
| j̊   | inquieto     | iŋ́ḱj̊éto / iŋ́ḱj̊eto |                               |     |
| l̮   | castillo     | kas̹tíl̮o           | aproximante lateral palatal   | ʎ   |
| ÿ   | subyugar     | sųƀÿuǥáɹ          |                               |     |

| RFE | ejemplo  | transcripción | AFI |
| --- | -------- | ------------- | --- |
| ǵ   | guitarra | ǵitár̄a        | g̟   |
| ḱ   | quimera  | ḱiméra        | k̟   |
| ŋ́   | inquirir | iŋ́ḱirír       | ŋ˖  |
| ǥ́   | seguir   | ṡeǥ́iɹ         | ɣ̟   |
| x́   | regir    | r̄ex́ír         | x̟   |

| RFE | ejemplo           | transcripción | consonante                              | AFI |
| --- | ----------------- | ------------- | --------------------------------------- | --- |
| g   | gustar            | gųs̹táɹ        | oclusiva velar sonora                   | g   |
| k   | casa              | káṡa          | oclusiva velar sorda                    | k   |
| ŋ   | nunca             | nṹŋka         | nasal velar sonora                      | ŋ   |
| ǥ   | rogar             | r̄oǥár         | fricativa velar sonora                  | ɣ   |
| x   | jamás             | xamás         | fricativa velar sorda                   | x   |
| ł   | malalt (cat.)     | məlạł         | aproximante lateral alveolar velarizada | ɫ   |
| w   | hueso             | wéṡo          | aproximante labiovelar sonora           | w   |
| w̥   | fuera (esp. enf.) | fw̥éra         | aproximante labiodental sorda           | ʍ   |

| RFE | ejemplo  | transcripción | consonante              | AFI |
| --- | -------- | ------------- | ----------------------- | --- |
| ŋ̇   | don Juan | doŋ̇ ẋwán      | nasal uvular            | ɴ   |
| ǥ̇   | aguja    | aǥ̇úxa         | fricativa uvular sorda  | χ   |
| ẋ   | enjuagar | eŋ̇ẋwaǥár      | fricativa uvular sonora | ʁ   |

| RFE | ejemplo      | transcripción | consonante             | AFI |
| --- | ------------ | ------------- | ---------------------- | --- |
| h   | horno (and.) | hǫ́rno         | fricativa glotal sorda | h   |

| RFE                     | descripción                      | AFI       |
| ----------------------- | -------------------------------- | --------- |
| į ę ǫ ų                 | abiertas                         | ɪ e̞ o̞ ʊ   |
| i e a o u               | medias                           | i e a o u |
| ẹ ọ                     | cerradas                         | e̝ o̝       |
| ą                       | a palatal                        | æ         |
| ạ                       | a velar                          | ɒ         |
| ǫ̈                       | ę labializada                    | ø̞         |
| ö                       | e labializada                    | ø         |
| ų̈                       | į labializada                    | ʏ         |
| ü                       | i labializada                    | y         |
| ə                       | vocal indistinta                 | ə         |
| ĩ ã ũ õ ẽ               | vocales nasales                  | ĩ ã ũ õ ẽ |
| á ó ę́ ã́                 | vocales con acento de intensidad |           |
| aː oː lː sː mː nː, etc. | sonidos largos                   | ː         |
| đ đ̥, etc.               | sonidos reducidos                | ⸨sonido⸩  |

- RFE (1915) "Alfabeto fonético de la revista de filología española"; Revista de Filología Española 2: 374-376.
- Navarro Tomás, Tomás (1966) "El alfabeto fonético de la Revista de Filología Española"; Anuario de Letras 6: 5-19.